# Кубок Фарерських островів з футболу 2013
Кубок Фарерських островів з футболу 2013 — 59-й розіграш кубкового футбольного турніру на Фарерських островах. Титул втретє здобув клуб Вікінгур.

## Календар
| Раунд            | Дата                      |
| ---------------- | ------------------------- |
| Попередній раунд | 30 березня 2013           |
| 1/8 фіналу       | 13-14 квітня 2013         |
| 1/4 фіналу       | 5 травня 2013             |
| 1/2 фіналу       | 29 травня - 7 серпня 2013 |
| Фінал            | 24 серпня 2013            |

## Попередній раунд
| Команда 1       | Рахунок | Команда 2    |
| --------------- | ------- | ------------ |
| 30 березня 2013 |         |              |
| Ундрід (3)      | 5:1     | Ройн (4)     |
| Гіза/Гойвік (3) | 2:0     | Мідвагур (3) |

## 1/8 фіналу
| Команда 1       | Рахунок | Команда 2    |
| --------------- | ------- | ------------ |
| 13 квітня 2013  |         |              |
| Гіза/Гойвік (3) | 1:9     | ЕБ/Стреймур  |
| 14 квітня 2013  |         |              |
| Сувурой (2)     | 2:1     | Ундрід (3)   |
| Скала (2)       | 2:1     | 07 Вестур    |
| НСІ Рунавік     | 2:0     | Творойрі     |
| Б68 Тофтір (2)  | 0:3     | Клаксвік     |
| АБ Аргир        | 1:2     | Фуглафйордур |
| Б71 Сандур (2)  | 1:5     | ГБ Торсгавн  |
| Б36 Торсгавн    | 1:2     | Вікінгур     |

## 1/4 фіналу
| Команда 1     | Рахунок      | Команда 2    |
| ------------- | ------------ | ------------ |
| 5 травня 2013 |              |              |
| Скала (2)     | 0:3          | НСІ Рунавік  |
| Клаксвік      | 1:0          | Фуглафйордур |
| Вікінгур      | 4:1          | Сувурой (2)  |
| ГБ Торсгавн   | 0:0 пен. 3:5 | ЕБ/Стреймур  |

## 1/2 фіналу
| Команда 1               | Заг. | Команда 2   | 1-й матч | 2-й матч |
| ----------------------- | ---- | ----------- | -------- | -------- |
| 29 травня/7 серпня 2013 |      |             |          |          |
| Клаксвік                | 2:3  | ЕБ/Стреймур | 1:1      | 1:2      |
| Вікінгур                | 4:3  | НСІ Рунавік | 3:2      | 1:1      |

## Фінал
| 24 серпня 2013 21:45 (EEST) |

| ЕБ/Стреймур | 0:2      | Вікінгур (Гета)              |
| ----------- | -------- | ---------------------------- |
|             | Протокол | Юстінуссен 13' Вантгамар 18' |

| «Торсволлюр», Торсгавн Глядачів: 2 884 Арбітр: Руні Гаардбо |